# Kostromská oblast
Kostromská oblast (rusky Костромска́я о́бласть) je oblastí Ruské federace. Administrativním centrem je město Kostroma. Hraničí na severu s Vologdskou, na východě s Kirovskou, na jihu s Nižněnovgorodskou, na západě s Ivanovskou a na severozápadě s Jaroslavskou oblastí.
Velká část celé oblasti je pokryta lesy, což vytváří z Kostromské oblasti jednoho z největších evropských producentů dřeva.

## Historie
Na začátku 4. století byla celá dnešní oblast, kromě části na jih od řeky Unžy, součástí historické oblasti obývané Ugrofinským kmenem Merja. Nacházelo se zde více než 109 sídlišť, důležitých pro obchod a sloužících jako pevnosti. V období 9. až 12. století zakládali na těchto místech svá sídla Rusové.
Mezi nejdůležitější historická města patří Kostroma, Šarja, Nerechta, Galič, Soligalič, a Makarjev. Od 18. století se zde rozvíjí textilní průmysl. Celá oblast byla roku 1944 osamostatněna od Jaroslavské oblasti, vznikla 13. srpna 1944.

## Oblastní symboly

### Vlajka
Vlajka Kostromské oblasti je tvořena listem o poměru stran 2:3 se třemi svislými pruhy, červeným, modrým a červeným, o poměru šířek 1:2:1. Uprostřed prostředního pruhu je vyobrazena žlutá loď z kostromského znaku (na přídi orlí hlava a křídla, červený jazyk a oko; uprostřed stěžeň s plachtou a vlajkou, na které je ruský orel z doby vlády cara Alexandra II.; po stranách sedm vesel; na zádi fábor). Loď má délku 1/3 délky a výšku 1/2 šířky listu.

## Obyvatelstvo
Počet obyvatel byl v roce 2009 692 304, což je mnohem méně, než při minulém sčítání v roce 2002, kdy zde žilo 736 641 obyvatel. 96,3 % obyvatelstva je ruské národnosti (asi 692 300).
Počet obyvatel národnostních menšin (v tis., stav 2002):
- Rusové 704,0
- Ukrajinci 8,0
- Tataři 2,0
- Bělorusové 2,4
- Romové 1,5
- Arméni 1,5
- Ázerbájdžánci 1,4
- Moldavané 1,0

Velká města (stav 2008):
- Kostroma 271 700
- Buj 25 700
- Šarja 24 800
- Nerechta 24 700
- Manturovo 18 300